# Hviezdoslav
Hviezdoslav vagy Pavol Országh-Hviezdoslav (eredetileg Pavol Országh, magyarosan Országh Pál, korai írói álnevei Jozef Zbranský, Syn ľudu; Felsőkubin, 1849. február 2. – Alsókubin, 1921. november 8.) szlovák költő, drámaíró, műfordító. A mai napig a legnépszerűbb szlovák költők egyike, a modern szlovák költészet úttörő egyénisége.

## Élete
Szerény körülmények között élő, többgyermekes nemesi családban született magyar apától és szlovák anyától. A lestini evangélikus templomban keresztelték és itt is konfirmált. Alapiskoláit Alsójeszenőn és Lestinben végezte. 1862-től a miskolci, 1865-től az evangélikus késmárki magyar gimnáziumba járt. Középiskolai tanulmányait a kiegyezés évében, 1867-ben végezte el, s minthogy hivatalnoki pályára készült, beiratkozott az eperjesi jogakadémiára, amelyet 1872-ben fejezett be. 1871-ben jelentek meg első, nagyobb feltűnést keltő, forradalmi lendületű szlovák nyelvű versei a Napred („Előre”) című almanachban. Az ügyvédi vizsgát 1875-ben tette le Budapesten, majd hazatért szűkebb pátriájába, Árva vármegyébe. 1879-ig járásbíróként dolgozott, majd ügyvédi irodát nyitott Alsókubinban.
1918-ban tagja lett az újonnan létrehozott prágai forradalmi nemzetgyűlésnek, majd 1919-től 1920-ig a ténylegesen megalakult csehszlovák parlamentnek. Az 1875-ben a magyar kormány által bezáratott, és 1919-ben újra létrehozott szlovák kulturális egyesület, a Matica slovenská elnökévé választották 1919. augusztus 5-én. A csehszlovák állam létrehozását Hviezdoslav kitörő örömmel fogadta, s vezetése alatt a Matica slovenská a szlovák nemzet életképességének letéteményese lett. Ekkor azonban már idős ember volt, s életének hetvenharmadik évében meghalt.

## Életműve
Középiskolai évei során ismerkedett meg Arany János és Petőfi Sándor költészetével, s hatásukra kezdett magyarul verselni. Első szlovák nyelvű költeményeit 1868-ban adta ki egy Básnické prviesienky Jozefa Zbranského (Jozef Zbranský költészeti kankalinjai) című füzetben. Egy darabig még magyarul is írt, de az 1870-es évek közepétől – ébredő nemzeti büszkesége hatására – kizárólagosan a szlovák irodalomnak szentelte idejét és tehetségét. Az 1871-es Napred almanachban közölt forradalmi költeményei miatt az elkövetkezendő évtizedre szilenciumra ítélték Országhot, publikálási lehetőséget nem kapott. Ebben az időszakban, az 1870-es években elsősorban jogi karrierje foglalta le, de szabadidejében továbbra is verselt. 1877-ben vette fel a Hviezdoslav művésznevet, amelynek jelentése ’a csillagok dicsősége’.
Az 1880-as évek elején jelent meg ismét a nagyközönség előtt, eleinte elsősorban novelláival és műfordításaival, majd 1882–1886 között a huszonegy verset tartalmazó Sonety (Szonettek) című ciklussal. Rövid elbeszéléseiben a felvidéki szlovák dzsentriréteg mindennapjai elevenedtek meg. Műfordítói munkássága rendkívül jelentős: magyar, lengyel, orosz, német és angol szépirodalmi műveket egyaránt átültetett szlovákra, különösen Arany, Petőfi, Mickiewicz, Słowacki, Puskin, Lermontov, Goethe és Shakespeare alkotásait tolmácsolta nagy hozzáértéssel. Madách Imre Az ember tragédiája című művének lefordításáért a Kisfaludy Társaság tagjává választották.
Életművének leghangsúlyosabb szelete azonban mégis a költészet maradt. Fél évszázados munkássága során több mint tizenöt kötetnyi verset írt. A 19. század utolsó negyedében megújította a szlovák költészetet, szakított a romantikával, és egyetemes emberi problémákkal foglalkozó, ízig-vérig realista verseket, balladákat, epikus költeményeket szerzett. Talán legfontosabb ciklusa az első világháború éveiben írt háborúellenes, Véres szonettek című versfüzér. Orosz és cseh mintákra támaszkodva a rímes-időmértékes versformákkal kísérletezgetett, s munkásságának köszönhetően honosodott meg a szlovák költészetben az időmértékes verselés. Nyelvezetére jellemzőek az általa létrehozott szavak és kifejezések, ezért Hviezdoslav műveinek lefordítása rendkívül nehéz feladat.
Epikai műveinek témáját Árva megyei és bibliai események szolgáltatták, ezeken keresztül mutatta be a szlovák nép sorsát. 1909-ben jelentette meg az újtestamentumi témát feldolgozó, az ember előtt álló erkölcsi kihívásokat elemző verses történelmi színművét, a Heródes és Heródiást.

## Emlékezete
Tiszteletére és emlékére az 1936-ban Béke községből önállósult településrész a Hviezdoslavov (Hviezdoslavfalva) nevet kapta. 1954-ben Alsókubinban a tiszteletére irodalmi múzeumot hoztak létre, majd ezt 1980-ban egyesítették az akkori Árvai Honismereti Múzeummal. Az így létrejött intézmény ma is a költő nevét viseli (Oravské múzeum P. O. Hviezdoslava).

## Főbb művei

### Lírai költeményei, versciklusai
- Básnické prviesenky Jozefa Zbranského (’Jozef Zbranský költészeti kankalinjai’), 1868
- Ilona Žltovlas (’Aranyhajú Ilona’), 1879
- Krb a vatra (’Kandalló és tábortűz’), 1880
- Sonety (’Szonettek’), 1882–1886
- Letorosty I–III. (’Évgyűrűk I–III.’), 1885–1896
- Žalmy a hymny (’Zsoltárok és himnuszok’), 1885–1896
- Čierny rok (’Fekete év’), 1888
- Mlyn v Tatrách (’Malom a Tátrában’), 1888
- Na obnôcke (’Éjjeli őrségben’), 1889
- V žatvu (’Aratáskor’), 1890
- Poludienok (’Uzsonna’), 1891
- Večera (’Vacsora’), 1892
- Prechádzky jarom (’Tavaszi séták’), 1898
- Prechádzky letom, (’Nyári séták’), 1898
- Stesky (’Panaszok’), 1903
- Dozvuky (’Utóhangok’), 1909–1911
- Krvavé sonety (’Véres szonettek’), 1914–1918

### Epikus költeményei
- Agar, 1882
- Hájnikova žena (’A csősz felesége’), 1884–1886
- Bútora a Čútora (’Bútora és Csútora’), 1888
- Ežo Vlkolinský (’Ezso Vlkolinszky’), 1890
- Ráchel (’Ráchel’), 1892
- Vianoce (’Karácsony’), 1897
- Gábor Vlkolinský (’Vlkolinszky Gábor’), 1897–1899
- Kain (’Káin’), 1900
- Sen Šalamúnov (’Salamon álma’), 1900

### Drámái, színművei
- Vzhledanie, 1868
- Pomsta (’Bosszú’), 1869
- Otčim (’Mostohaapa’), 1871
- Oblaky (’Felhők’), 1879
- Na Luciu (’Luca napra’), 1904
- Herodes a Herodias (Heródes és Heródiás’), 1909

## Magyarul megjelent művei
- A csősz felesége; ford. Schöpflin Géza; Academia, Bratislava, 1924
- Véres szonettek; ford. Rácz Olivér; Vyd. Krásnej Literatúry, Bratislava, 1956
- A csősz felesége. Elbeszélő költemény; ford. Monoszlóy M. Dezső, bev. Andrej Kostolny; Szlovákiai Szépirodalmi Kiadó, Bratislava, 1958
- Ezso Vlkolinszky. Elbeszélő költemény; ford. Monoszlóy M. Dezső; Szlovák Szépirodalmi Könyvkiadó, Bratislava, 1960
- Verse / Versek; szerk., bev. Kardos Pál, ford. Dudás Kálmán et al.; Európa, Bp., 1961 (Janus könyvek)
- Véres szonettek / Krvavé sonety; ford. Rónay György, utószó Kiss Gy. Csaba; Európa Bp., 1978
- Az erdőőr felesége; ford. Tőzsér Árpád, Cselényi László; Európa, Bp., 1983